# Herklotsichthys collettei
Herklotsichthys collettei är en fiskart som beskrevs av Wongratana, 1987. Herklotsichthys collettei ingår i släktet Herklotsichthys och familjen sillfiskar. Inga underarter finns listade i Catalogue of Life.